# Nord 2501 Noratlas
Il Nord 2501 Noratlas fu un aereo da trasporto pesante bimotore, monoplano ad ala alta, prodotto dall'azienda aeronautica francese Société nationale de constructions aéronautiques du Nord (SNCAN) negli anni cinquanta.
Realizzato con l'intento di sostituire i vecchi aerei da trasporto tattico usati durante la seconda guerra mondiale in forza all'Armée de l'air, conseguì un buon successo commerciale venendo impiegato in numerose forze aeree e, nella sua versione civile, in alcune compagnie aeree di trasporto. Venne inoltre impiegato dalla Heyl Ha'Avir nei conflitti arabo-israeliani del 1956 e del 1967.

## Storia del progetto
Al termine della seconda guerra mondiale l'aviazione civile e militare francese ebbe l'esigenza di ricostituire la propria flotta che durante il conflitto aveva avuto numerose perdite e che era stata integrata da velivoli di produzione britannica e statunitense. L'intenzione del governo francese era comunque di risollevare l'economia del settore affidando la realizzazioni di nuovi progetti affidati ad aziende nazionali piuttosto che ricorrere esclusivamente ai modelli surplus come fatto ad esempio dall'Italia.
Nell'ambito di questa esigenza, nel 1947 la Direction Technique Industrielle (DTI) emise una specifica per la fornitura di un nuovo aereo da trasporto medio multiruolo destinato all'Armée de l'air, la ricostituita aeronautica militare francese postbellica, per sostituire gli Amiot AAC.1 Toucan, copia dei tedeschi Junkers Ju 52/3m, ed i Douglas C-47 Dakota/Skytrain ex RAF e USAAF. Alla richiesta risposero la Breguet, con il suo Br 891R, la Société nationale des constructions aéronautiques du sud-ouest (SNCASO), con il suo SO.30C e la SNCAN, che presentò lo SNCAN (Nord) 2500.
Il progetto venne affidato all'ingegnere francese Jean Calvy il quale disegnò un velivolo bimotore ad ala alta, destinato ad essere realizzato interamente in metallo, caratterizzato da un'ampia fusoliera dotata di portellone posteriore e dalla configurazione a doppia trave di coda per facilitare le operazioni di carico e scarico. La commissione DTI incaricata della valutazione si ritenne interessata ed il 27 aprile 1948 incaricò la SNCAN di realizzare due prototipi per la valutazione. La costruzione dei velivoli avvenne velocemente ed il primo esemplare venne realizzato in circa un anno e dopo le prove statiche venne approntato per le valutazioni in condizioni operative.
Il primo prototipo venne portato in volo per la prima volta il 10 settembre 1949. Il modello era equipaggiato con 2 motori radiali Gnome & Rhône 14R dotati di un compressore a due stadi e capaci di erogare una potenza pari a 1 600 CV (1 193 kW) ciascuno ed abbinati ad altrettante eliche tripala. In volo fu capace di raggiungere una velocità massima di 370 km/h prestazione però ritenuta insufficiente per le mansioni multiruolo al quale sarebbe stato destinato.
426 esemplari sono stati costruiti, comprese tutte le varianti combinate, di cui 8 prototipi e 3 aerei di preserie.

## Versioni
- Nord 2500 : primo prototipo con motori SNECMA Gnome et Rhône R14.
- Nord 2501 : secondo prototipo e aerei di serie con motori Bristol Hercules 739. Alcuni aerei sono stati modificati per la guerra elettronica (Nord « Gabriel »), l'addestramento alla radio navigazione, etc.
- Nord 2501-D : versione costruita su licenza in Germania dalla Weserflugzeugbau (WFB) (diventata poi VFW) a Brema e dalla HFB ad Amburgo.
- Nord 2502 : versione destinata al trasporto civile (47 passeggeri, equipaggiata anche con due Turboméca Marboré IIE da 400 kg/p in wingtip)
- Nord 2503 : versione equipaggiata di due Pratt & Whitney R-2800 (un solo prototipo)
- Nord 2504 : adattamento del Nord 2502 per la lotta antisottomarino (un solo esemplare)
- Nord 2506 : adattamento alle piste preparate e aumento dell'autonomia (due prototipi)
- Nord 2507 : adattamento alle missioni di salvataggio in mare (mai costruito)
- Nord 2508 : Nord 2503 equipaggiato di due motori Marboré in wingtip (due prototipi)

## Utilizzatori

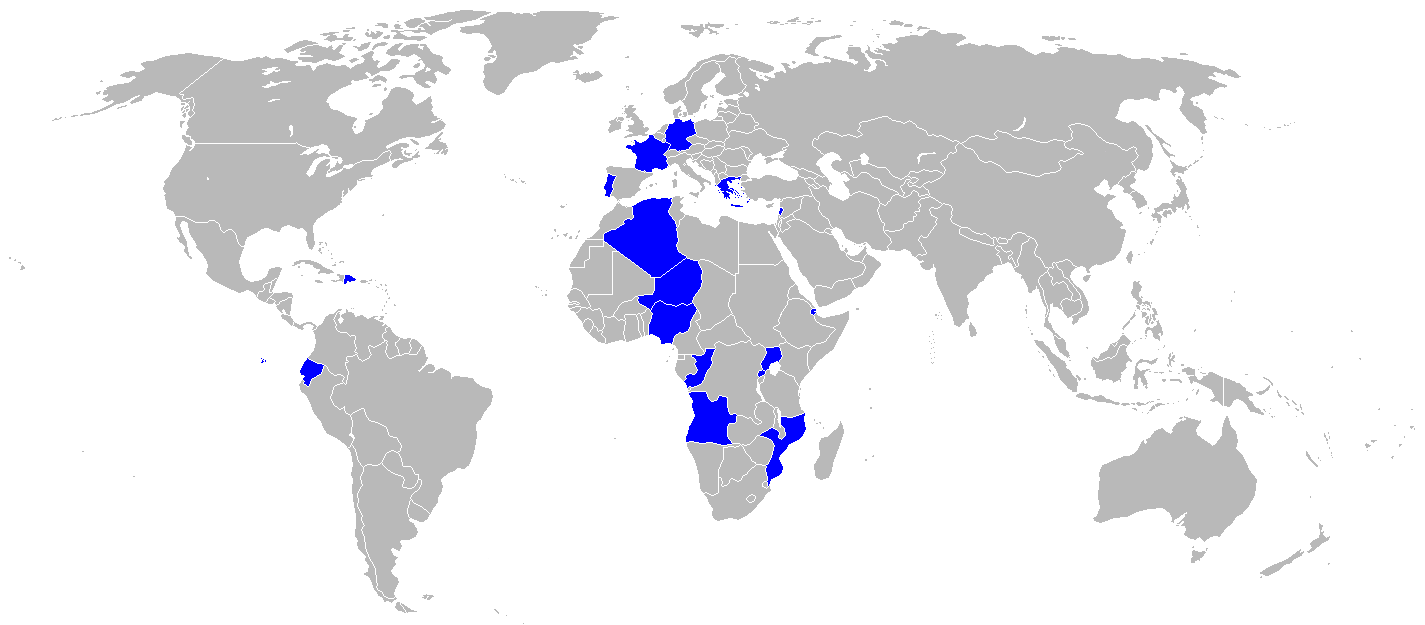
Paesi utilizzatori mondiali del Nordatlas.

### Militari
Angola

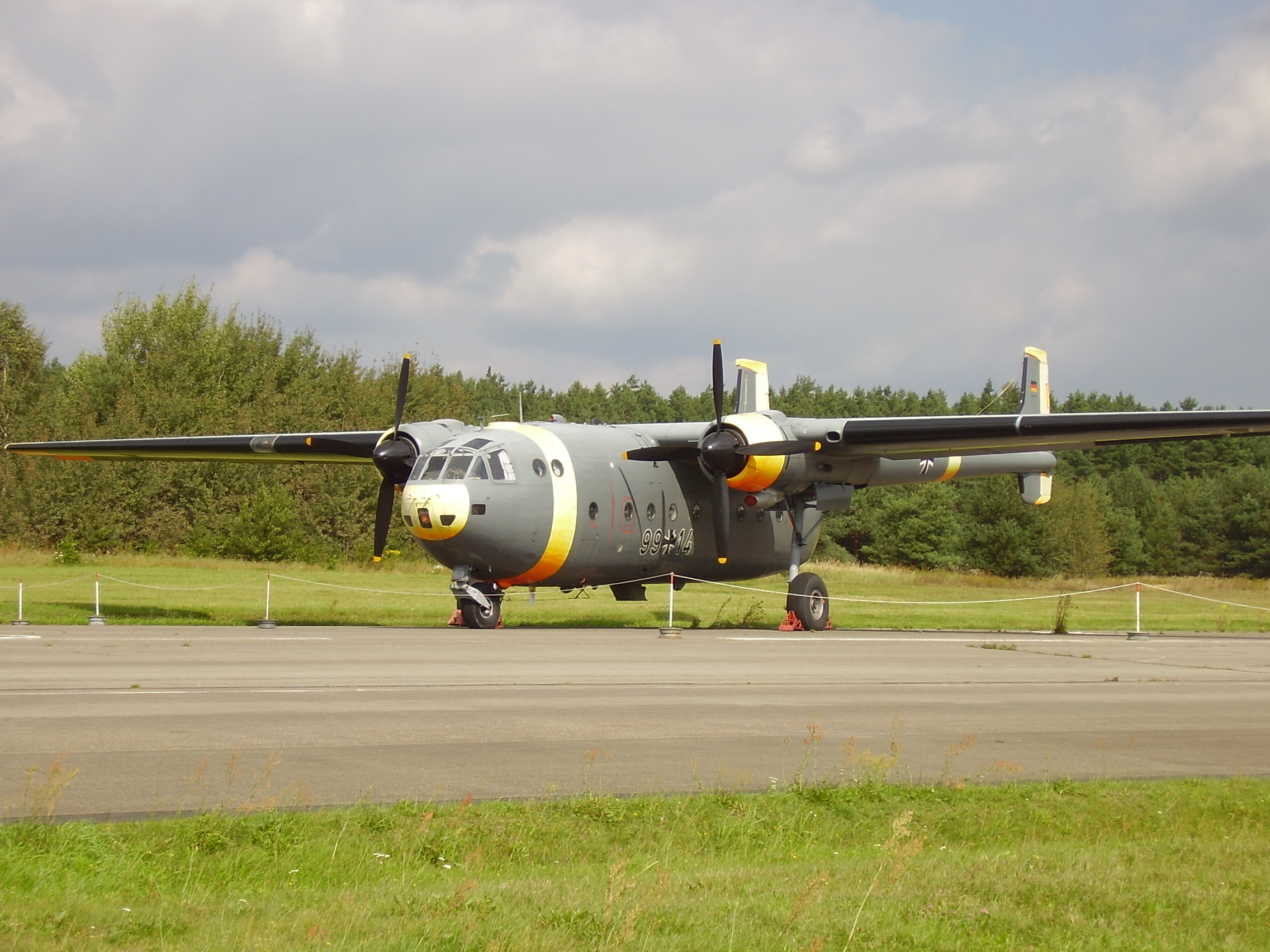
Il 2501 Noratlas della Luftwaffe esposto presso il Luftwaffenmuseum der Bundeswehr di Berlino-Gatow.

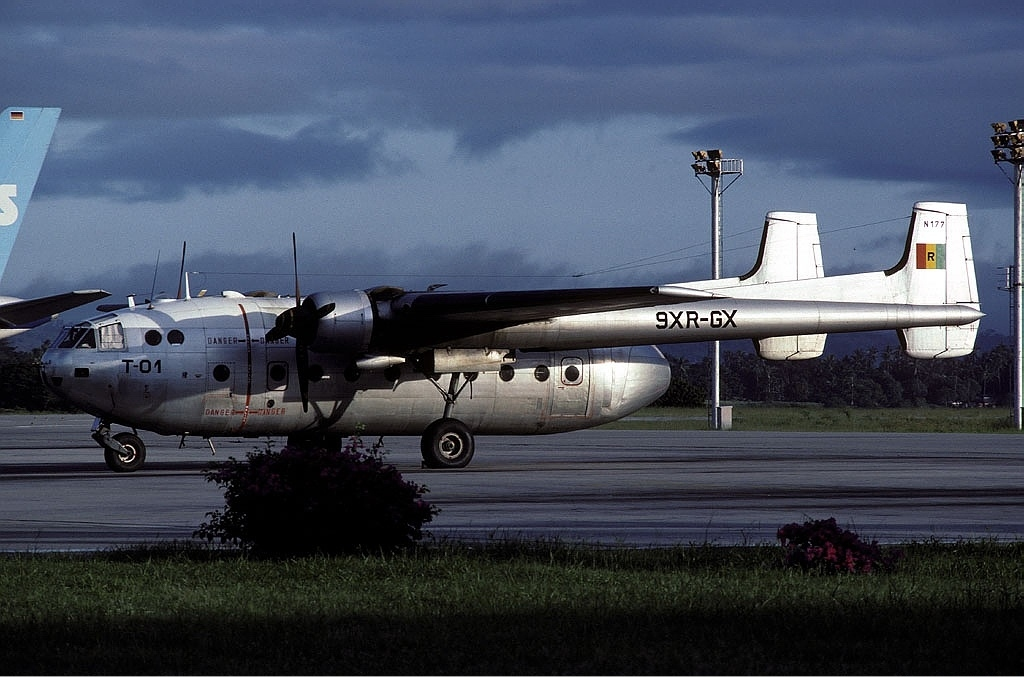
Un 2501 Noratlas della Force Aérienne Rwandaise in sosta presso l'Aeroporto Internazionale Moi di Mombasa nel 1986.

- Força Aérea Popular de Angola y Defesa Aérea y Antiaérea

 Francia
- Armée de l'air

 Germania
- Luftwaffe

 Gibuti
- Force Aérienne du Djibouti

 Grecia
- Ellinikí Vasilikí Aeroporía

 Israele
- Heyl Ha'Avir

 Mozambico
- Força Aérea de Moçambique

 Niger
- Armée de l'air du Niger

 Nigeria
- Nigerian Air Force

 Portogallo
- Força Aérea Portuguesa

 Ruanda
- Force Aérienne Rwandaise

 Uganda
- Ugandan Air Force

### Civili
Algeria
- Air Algérie (2502 Noratlas)

 Rep. Dominicana
- Cibao Cargo Airways

 Ecuador
- Aerotaxis Ecuatorianos

 Francia
- ACE/Transvalair
- Union de Transports Aériens (2502 Noratlas)
- Union Aéromaritime de Transport (2502 Noratlas)

 Germania
- Elbeflug

 Zaire
- Guila Air

## Velivoli comparabili
Regno Unito
- Armstrong Whitworth AW.660 Argosy
- Blackburn Beverley

 Stati Uniti
- Fairchild C-82 Packet
- Fairchild C-119 Flying Boxcar